# Alberte Greve
Alberte Greve, née le 16 septembre 2005 à Næstved, est une patineuse de vitesse (roller) puis coureuse cycliste professionnelle danoise.

## Biographie
Durant ses jeunes années, elle pratique principalement le roller de vitesse. Elle remporte ainsi 46 championnats nationaux. En août 2021, Alberte Greve remporte la médaille d'argent européenne dans la course aux points junior de 8 000 mètres dans la catégorie des jeunes,.
En parallèle, elle pratique également le cyclisme. Lors de sa 2de année junior, Albert Greve termine 6e du Tour des Flandres junior, puis s'adjuge le titre de championne du Danemark junior du contre-la-montre.
Elle signe un premier contrat professionnel pour la saison 2024 avec l'équipe belge Lotto Dstny Ladies qui évolue au niveau continental (2e niveau mondial).
Elle termine 3e du championnat élite de contre-la-montre, remportant ainsi le titre espoir (moins de 23 ans).
Sa saison solide lui permet de rejoindre le niveau World Tour, en s'engageant avec l'équipe Uno-X Mobility pour la saison 2025. 
Au mois de juin, elle remporte le titre de championne du Danemark sur la course en ligne,.

## Palmarès sur route

### Par années
- 2023
  -  Championne du Danemark junior de contre-la-montre
- 2024
  -  Championne du Danemark espoir de contre-la-montre
  - 3e du championnat du Danemark de contre-la-montre
- 2025
  -  Championne du Danemark sur route

### Classements mondiaux
| Année                                 | 2024 |
| ------------------------------------- | ---- |
| Classement UCI                        | 590e |
|                                       |      |
| Légende : nc = non classéSource : UCI |      |